# Mali Pesak
Mali Pesak (srp. Мали Песак, mađ. Kishomok) je naselje u Vojvodini, Srbija.

## Ime
Drugo ime za ovo selo je Nesir, odnosno mađ. Neszür.
Uz mađarsko ime sela, Kishomok, treba uzeti u obzir umjetne humke u susjedstvu Malog Peska, koje su označavale granice feudalnih posjeda, Veliku i Duplu humku.

## Zemljopisni položaj
Nalazi se na 46° 04′ 60" sjeverne zemljopisne širine i 19° 58′ 60" istočne zemljopisne dužine, na 81 m nadmorske visine.

## Upravna organizacija
Upravno pripada općini Kanjiža u Sjevernobanatskom okrugu, autonomna pokrajina Vojvodina, Srbija.

## Povijest
Naselje je nastalo između 1870-ih i 1880-ih.
Zabilježeno je da je 1881. na području Malog Peska bilo samo nekoliko kuća duž poljskog puta koji je išao preko pijeska.
Naselje je nastalo prodajom zemljišta koje se nalazilo uz važnu prometnicu bezemljašima. Ta prometnica je išla od Subotice do Martonoša odnosno do Kanjiže.
Danas je Mali Pesak naselje od kuća smještenih u nekoliko ulica te većeg broja raštrkanih salaša.

## Geologija
Na području Malog Peska se javljaju dvije granice tala. Na zapadu je između žutog i crnog pijeska, a na istoku žuti pijesak graniči s livadskom crnicom.

## Gospodarstvo
Vinogradarstvo.

## Stanovništvo
2002. je imalo 115 stanovnika. Svi su stanovnici Mađari.
Povijesna naseljenost :
- 1948. 390[1]
- 1953. 382
- 1961. 269
- 1971. 294
- 1981. 165
- 1991. 150
- 2002. 115